# 赤穂インターチェンジ

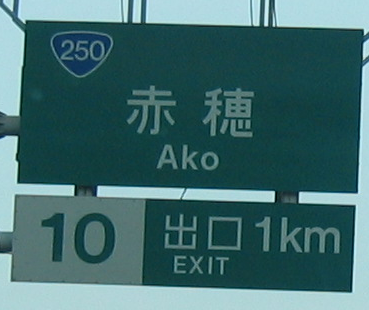
出口の標識

赤穂インターチェンジ（あこうインターチェンジ）は、兵庫県赤穂市にある、山陽自動車道のインターチェンジ。
赤穂バスストップを併設。

## 歴史
- 1982年（昭和57年）3月30日：龍野西IC - 備前IC間開通に伴い、供用開始[1]。

## 周辺
- 赤穂城
- 赤穂御崎
- 関西福祉大学

## 接続する道路
- 直接接続
  - 岡山県道・兵庫県道96号岡山赤穂線
- 間接接続
  - 国道250号

## 赤穂バスストップ
赤穂バスストップ（あこうバスストップ）は、兵庫県赤穂市にある、山陽自動車道赤穂インターチェンジに併設されたバス停留所。
停留所設備は高速道路外の入口ゲート手前に設けられており、停車するバスはいったん料金所を出て客扱いを行う形になる。
現在、停車する路線はなし。
三ノ宮 - 岡山線各停便が停車していたが、2005年8月25日ダイヤ改正以降1日1往復しか停車しなくなった。その後2020年9月1日からは運休となり、2021年4月1日からは各停便の設定もなくなったため停車する路線はなくなった。

## 停車する路線
なし

## 過去に停車していた路線
- 三ノ宮 - 岡山（神姫バス 三ノ宮 - 岡山）：2020年8月31日まで
- 姫路駅 - 岡山（神姫バス・中鉄バス・JRバス中国 播備ライナー）：2003年7月18日 - 12月24日まで

### アクセス
- ウエスト神姫 船渡バス停

## 隣
E2 山陽自動車道
(9) 龍野西IC/SA - (9-1) 播磨JCT - 相生BS - (10) 赤穂IC - 福石PA - (11) 備前IC